# Адмірал флоту

Погон адмірала флоту Радянського ВМФ

Погон адмірала флоту Радянського ВМФ з 1943 по 1945

Погон адмірала флоту Росіїсьського ВМФ з 2013

Адміра́л фло́ту — одне з найвищих військових звань у флоті деяких держав.
У військово-Морському флоті СРСР у 1940–1955 рр. було найвищим військовим званням у ВМФ, а з 1962 — другим за значенням після звання Адмірал флоту Радянського Союзу.

## Історія

### СРСР
При введенні генеральських і адміральських звань в 1940 році було введено звання «адмірал флоту», що відповідало сухопутному званню «генерал армії», проте, на відміну від останнього, нікому не присвоювалося.
До травня 1944 року, коли адміралами флоту стали Нарком ВМФ М. Г. Кузнєцов і начальник Головного штабу ВМФ І. С. Ісаков, вищим флотським званням фактично було звання «адмірал». Таким чином, співвідношення звань вищого командного складу в армії і на флоті в 1940—1945 рр. було таке:
- Маршал Радянського Союзу — Адмірал флоту Радянського Союзу
- генерал армії — адмірал флоту
- генерал-полковник — адмірал
- генерал-лейтенант — віцеадмірал
- генерал-майор — контрадмірал

Військове звання «Адмірал флоту Радянського Союзу» було введено 3 березня 1955; тоді ж особам, яким воно присвоювалося, було вказано носити Маршальську Зірку. Фактично це було перейменуванням вже існуючого звання «адмірал флоту»: новий чин був присвоєний лише тим воєначальникам, які вже мали старий, тобто М. Г. Кузнєцову й І. С. Ісакову.
Додавання слів «Радянського Союзу» і введення нової відзнаки у вигляді Маршальської Зірки переслідували, мабуть, мету додатково підкреслити рівність із званням «Маршал Радянського Союзу». Залишалося зробити останній, логічний крок і знов прирівняти звання, що «звільнилося», «адмірал флоту» до звання «генерал армії». Цього, проте, в 1955 році зроблено не було, і ще сім років зберігався вказаний «перекіс» в радянській «табелі про ранги».
У 1962 звання адмірал флоту було наново введено й стало відповідати званню генерал армії. Це звання було присвоєне лише 12 військовим, у тому числі майбутнім «Адміралам флоту Радянського Союзу» М. Г. Кузнецову, І. С. Ісакову і С. Г. Горшкову.

## Велика Британія

нарукавні знаки розрізнення Адмірала флоту Великої Британії

Адмірал флоту (Admiral of the Fleet), вище військово-морське звання в ВМС Великої Британії та ВМС інших країн Британської Співдружності.
Звання (чин) Адмірал флоту відповідає званню (чину) Маршала Королівських повітряних сил у ПС Великої Британії та фельдмаршала в Британській армії.

## Знаки розрізнення
У 1962—1997 роках радянські (а потім і російські) адмірали флоту носили знаки розрізнення, схожі до таких знаків у маршалів родів військ. Замість погонів з чотирма зірками були введені погони з однією великою зіркою, а на краватці при парадній формі носилася Маршальська Зірка «малого» зразка. Вказана зміна у формі мала на меті здолати «нерівність» між адміралами флоту і рівними їм по чину маршалами родів військ.